# Вакцина Vabiotech проти COVID-19
Вакцина Vabiotech — кандидат на вакцину проти COVID-19, розроблений Вакцино-біологічною виробничою компанією № 1 В'єтнаму (Vabiotech).

## Клінічні дослідження
У травні 2020 року в'єтнамські вчені повідомили, що їм вдалось розробити вакцину проти COVID-19 після того, як їм вдалося виділити антиген коронавірусу в лабораторії. Вакцина була розроблена у співпраці ханойських учених з VABIOTECH та учених Бристольського університету, до початку застосування її перевірять на тваринах, після чого додатково перевірять на безпечність та ефективність. За даними в'єтнамського національного інституту епідеміології та гігієни, на розробку вакцини, яка може безпечно застосовуватися на людях, необхідно 12—18 місяців. На перших етапах дослідження вакцини проводились експерименти з лабораторними мишами, причому різним мишам вводили різну кількість антигену коронавірусу, та вводили різні дози вакцини. За 10 днів 50 мишей, яким вводили вакцину, були здоровими, продовжувалось спостереження за їх імунною відповіддю. Після отримання позитивного результату імунної відповіді та достатньому виробленні антитіл, учені продовжать розробку повноцінних вакцин та розроблять технологію їх виробництва у необхідній кількості. Дослідницька група також розробить комерційні виробничі процедури для масового виробництва, включаючи до десятків мільйонів одиниць.
У жовтні 2020 року вакцина була протестована на 12 макаках резус на острові неподалік провінції Куангнінь. Усі макаки були віком 3-5 років, вагою більше 3 кілограмів кожна, і не заражені інфекційними хворобами, зокрема туберкульоз чи ВІЛ. Перед введенням вакцини у них вимірювали температуру тіла, брали проби крові та мазки зі слизових, та тримали їх окремо в клітках. Їх обстежували протягом двох періодів. У кожному періоді їх розділяли на дві групи, причому одну з груп вакцинували, а іншу ні. Після цього їх щодня контролювали на окремих островах перед тим, як у них брали зразки крові для подальшого аналізу. Тестування відбувалося за подібною моделлю, яка, можливо, пізніше буде застосована в клінічному дослідженні на людях. Тваринам вводилась вакцина в два прийоми з інтервалом від 18 до 21 днів. Через місяць після другого введення дослідники оцінювали імунну відповідь мавп, щоб побачити різницю між групою з проведеним введенням вакцини та групою, які не проводилась ін'єкція. Результати цих досліджень були представлені перед етичною комісією міністерства охорони здоров'я країни за 4 місяці, і якщо експерименти покажуть, що вакцина дійсно має ефективну імуногенність та забезпечує ефективний захист від COVID-19, то стане основою для наступного етапу тестування вакцини на людях.